# Prostitución en las dependencias de la Corona británica
Las dependencias de la Corona británica son jurisdicciones administradas independientemente que no forman parte del Reino Unido ni de los territorios británicos de ultramar. Son posesiones autónomas de la Corona británica (definidas de manera única en cada jurisdicción). Internacionalmente, las dependencias se consideran "territorios de los cuales el Reino Unido es responsable", en lugar de estados soberanos.
La totalidad de las dependencias de la Corona británica sigue el modelo abolicionista clásico de la prostitución, bajo el cual dicha actividad no es regulada, y la prostitución a terceros (el proxenetismo o la prostitución en burdeles) es ilegalizada, así como lo pueden ser, en algunos lugares, actos individuales como el ofrecimiento de dinero a cambio de sexo, o el ofrecimiento de servicios sexuales en la vía pública. 

## Bailía de Guernsey
En la actualidad, la prostitución en la Bailía de Guernsey es alegal, pero actividades relacionadas como la solicitud de servicios sexuales o la posesión de burdeles son ilegales (modelo abolicionista). 
A finales del siglo XIX, la prostitución era común en Guernsey, especialmente en Saint Pierre Port, donde cerca de 500 soldados estaban guarnecidos. Un gran número de prostitutas eran francesas. Las autoridades militares estaban preocupadas por la alta tasa de ITS entre los soldados.
El Comité del Consejo para los Asuntos de Guernsey y Jersey informó en 1897 de que:
```
"Las enfermedades secretas, no infrecuentemente introducidas por prostitutas extranjeras, parecerían prevalecer en esa isla [es decir, Guernsey] ... tales enfermedades socavan los cimientos de la salud pública y afectan de manera perjudicial no solo a aquellos que por su propia mala conducta han incurrido en ellas, sino incluso a generaciones aún por nacer ... "
[
6
]
```

Este informe finalmente condujo a la aprobación de la Loi Rélative aux Maladies Secrètes en 1912. Esta ley preveía exámenes médicos obligatorios, detenciones en hospitales de individuos que diesen positivo en ITS, y también, la expulsión de prostitutas extranjeras. Esta ley fue derogada por la  «Ordenanza de derogación de la ordenanza sobre enfermedades venéreas de 1912», publicada en 1949. Sin embargo, debido a la redacción de la ley de 1949, podría decirse que la ley de 1912 todavía sigue vigente en Alderney.
En 2005, se creía que una red de prostitución de Europa del Este operaba en la isla.

## Bailía de Jersey
La prostitución en la Bailía de Jersey es alegal en la actualidad, pero actividades relacionadas como la posesión de un burdel están prohibidas (modelo abolicionista). Tras un período de consulta entre el 1 de septiembre y el 13 de octubre de 2017, el ministro del Interior aprobó en 2018 un nuevo proyecto de Ley de Delitos Sexuales para su debate en la Asamblea de los Estados de Jersey. Dicho proyecto de ley sería convertido en ley propiamente dicha ese mismo año. El espíritu tras el proyecto para con la prostitución no fue el de penalizarla de nuevas maneras, sino la consolidación de la legislación anterior acerca de actividades relacionadas. En 2015 se estimó que había entre 30 y 40 prostitutas en Jersey. La mayoría visita la isla por períodos cortos de tiempo y trabaja en hoteles.
En el siglo XIX, la prostitución era común en la bailía. Mujeres francesas llegaron a la isla para satisfacer las necesidades de los soldados estacionados en ella, y las de los marineros en el puerto. El camino que conducía desde los cuarteles al puerto, Pier Road, tenía muchos burdeles y, al anochecer, las mujeres ofrecían sus servicios en dicho camino.  En 1846, George Le Cronier, el Centenier (jefe de policía) de Saint Helier, decidió "limpiar" la isla de prostitutas. Visitó una de las casas de mala reputación, "Mulberry Cottage" en Patriotic Street, y arrestó a 11 prostitutas que trabajaban allí. La semana siguiente regresó con la intención de arrestar a los dueños de la casa. Al entrar en ella, la madama Marie Le Gendre lo apuñaló en el estómago. Le Cronier murió al día siguiente y Le Gendre fue deportada a Australia de por vida.
A fines del siglo XIX, la policía acompañaría a los caballeros a los burdeles y, por una tarifa, se aseguraría de que no se emprendieran acciones legales contra ellos. Las prostitutas usaban hoteles y restaurantes para encontrar clientes en 1910. En la década de 1930, Sand Street era donde trabajaban las prostitutas callejeras y había un conocido burdel, "El Mono Rayado", en Cross Street.
Durante la ocupación alemana de la isla en 1940, se prohibió todo contacto sexual entre los soldados alemanes y los isleños. Para detener cualquier tipo "ilegal" de prostitución, las autoridades alemanas establecieron un burdel en el hotel "Maison de Victor Hugo". La sífilis era un problema entre los soldados y se instaló una clínica especializada en el "Hotel Merton".

## Isla de Man
La prostitución en la Isla de Man es alegal, pero la Ley de Delitos Sexuales de 1992 prohíbe actividades relacionadas, como solicitar servicios sexuales, el proxenetismo, la prostitución callejera o la posesión de burdeles (modelo abolicionista).
Hay pocas prostitutas residiendo permanentemente en la Isla de Man, la mayoría van a ella de visita en "tours" y/o permanecen a corto plazo por unos días. Un hombre y una mujer fueron arrestados bajo sospecha de cometer delitos relativos a la prostitución en Douglas en 2013. Un portavoz de la policía dijo que se trataba de "un incidente raro e inusual".